# Внутрішній затульний м'яз
Внутрішній затульний м'яз (лат. musculus obturatorius internus) — м'яз внутрішньої групи м'язів таза.
Являє собою сплощений м'яз, пучки якого спрямовані дещо віялоподібно. Широкою своєю частиною м'яз бере початок від внутрішньої поверхні тазової кістки в ділянці затульної мембрани і від її внутрішньої поверхні. Невелика щілина між пучками м'яза і затульною борозною лобкової кістки перетворюється в затульний канал (canalis obturatorius), через який проходять судини і нерв. Потім м'язові пучки, конвергуючи, прямують назовні і, перегнувшись майже під прямим кутом через малу сідничну вирізку, залишають порожнину таза через малий сідничний отвір, прикріплюючись коротким потужним сухожилком у ділянці вертлюгової ямки стегнової кістки.
Топографічно внутрішній затульний м'яз ділять на дві частини: велику, до виходу з порожнини таза, внутрішньотазову, і меншу сухожильну, що лежить під великим сідничним м'язом, позатазову.

## Функція
Обертає стегно дозовні.